# لیگ حرفه‌ای فوتبال عربستان ۲۴–۲۰۲۳
لیگ حرفه‌ای عربستان سعودی ۲۴–۲۰۲۳، چهل و هشتمین دوره لیگ حرفه‌ای عربستان، برترین سطح فوتبال عربستان برای باشگاه‌های فوتبال عربستان، از زمان تأسیس آن در سال ۱۹۷۶ است.
الاتحاد پس از کسب نهمین عنوان قهرمانی در فصل گذشته، مدافع عنوان قهرمانی است. الاهلی، الحازم، الاخدود، و الریاض به عنوان چهار باشگاه صعود کرده به این لیگ می‌باشند. آنها جایگزین باشگاه فوتبال العداله عربستان سعودی و الباطن که به لیگ ۲۴–۲۰۲۳ سقوط کردند. در این دوره از مسابقات برای اولین بار با ۱۸ تیم برگزار می‌شود پیش تر این لیگ با ۱۶ تیم برگزار می‌شد.

## نمای کلی

### تغییرات
در ۱۴ آوریل ۲۰۲۲، فدراسیون فوتبال عربستان سعودی اعلام کرد که از فصل ۲۰۲۳–۲۰۲۴ تعداد تیم‌های حاضر به ۱۸ تیم افزایش خواهد یافت؛ بنابراین، تنها دو تیم به جای سه تیم معمولی، از لیگ حرفه‌ای عربستان سعودی ۲۳–۲۰۲۲ سقوط می‌کنند و چهار تیم از لیگ دسته اول عربستان سعودی ۲۳–۲۰۲۲ صعود می‌کنند.
در ژوئن ۲۰۲۳، صندوق سرمایه‌گذاری عمومی ۷۵ درصد از سهام الاهلی، الهلال، باشگاه الاتحاد و النصر را به دست آورد.

## کادر فنی‌تیم‌ها
| تیم     | سرمربی                                 | تیم     | سرمربی         |
| ------- | -------------------------------------- | ------- | -------------- |
| الهلال  | ژرژه ژسوس                              | الاتحاد | مارچلو گالاردو |
| الفیحاء | ووک راشوویچ                            | النصر   | لوئیس کاسترو   |
| الشباب  | ویتور پریرا (بازیکن فوتبال، زاده ۱۹۶۸) | الاهلی  | ماتیاس یایسله  |
| الفتح   | اسلاون بیلیچ                           | الاتفاق | استیون جرارد   |
| التعاون | پریکلس شاموسکا                         | الوحده  | جورج دونیس     |
| الحزم   | فیلیپه گوویا                           | الرائد  | ایگور یوویچویچ |
| الاخدود | ژرژی مندونسا                           | الطائی  | کرشیمیر رژیچ   |
| الریاض  | یانیک فررا                             | ضمک     | کوسمین کونترا  |
| ابها    | چسلاو میخنیویچ                         | الخلیج  | پدرو امانوئل   |

## آمار

### برترین گلزنان
| رتبه | بازیکن               | باشگاه        | گل |
| ---- | -------------------- | ------------- | -- |
| ۱    | کریستیانو رونالدو    | النصر         | ۲۲ |
| ۲    | الکساندر میتروویچ    | الهلال        | ۱۹ |
| ۳    | تالیسکا              | النصر         | ۱۶ |
| ۴    | ژرژ-کوین ان‌کودو      | ضمک           | ۱۵ |
| ۴    | عبدالرزاق حمدالله    | الاتحاد       | ۱۵ |
| ۶    | اودیون ایگالو        | الوحده        | ۱۲ |
| ۷    | فراس البریکان        | الفتح/ الاهلی | ۱۱ |
| ۸    | برنارد منسا          | الطائی        | ۱۰ |
| ۸    | سالم الدوسری         | الهلال        | ۱۰ |
| ۸    | فاشیون ساکالا        | الفیحا        | ۱۰ |
| ۱۱   | مالکوم               | الهلال        | ۹  |
| ۱۱   | کریم بنزما           | الاتحاد       | ۹  |
| ۱۱   | سرگی میلینکویچ-ساویچ | الهلال        | ۹  |
| ۱۱   | ریاض محرز            | الاهلی        | ۹  |
| ۱۱   | سادیو مانه           | النصر         | ۹  |

بروزرسانی: ۲۹ فوریهٔ ۲۰۲۴